# Comunità montana dello Strona e Basso Toce
La Comunità montana dello Strona e Basso Toce era una comunità montana del Piemonte.

## Storia
La comunità montana comprendeva i comuni dell'alto Cusio nell'area che si estende da Omegna, attraverso il corso del torrente Strona, verso la bassa Ossola e la foce del fiume Toce.
Sette comuni erano interamente compresi nella Comunità Montana: Casale Corte Cerro e Gravellona Toce, entrambi situati nella Val Corcera e i municipi di Germagno, Loreglia, Massiola e Valstrona che si trovano invece nella Valle Strona. La sede della Comunità montana si trovava a Valstrona.
La comunità montana è stata abolita nel 2010 in seguito all'accorpamento delle comunità montane della regione, i comuni, insieme a quelli dell'abolita Comunità montana Cusio Mottarone sono confluiti nella Comunità montana Due Laghi, Cusio Mottarone e Val Strona, anch'essa successivamente soppressa.